# Friesland Ridge
Friesland Ridge (bulgarisch Хребет Фризия Chrebet Frisija) ist ein Gebirgskamm im Osten der Livingston-Insel im Archipel der Südlichen Shetlandinseln. Er bildet den westlichen Teil der Tangra Mountains. Mit einer Länge von 15,5 km und einer Breite von 5 km erstreckt er sich vom Botev Point in nordöstlicher Richtung zum Shipka Saddle. Höchste Erhebung mit 1700 m ist Mount Friesland.
Kartierungen erfolgen 1968 durch britische, 1991 durch spanische und von 1995 bis 1996 durch bulgarische Wissenschaftler. Die bulgarische Kommission für Antarktische Geographische Namen benannte ihn 2002 in Anlehnung an die Benennung des Mount Friesland.